# جورج ن. كروكر
جورج ن. كروكر (بالإنجليزية: George N. Crocker)‏ هو محامي أمريكي، ولد في 31 يوليو 1906 في كاليفورنيا في الولايات المتحدة، وتوفي في 2 فبراير 1970 في سان فرانسيسكو في الولايات المتحدة.